# Matringhem
Matringhem ist eine französische Gemeinde mit 174 Einwohnern (Stand 1. Januar 2022) im Département Pas-de-Calais in der Region Hauts-de-France (vor 2016: Nord-Pas-de-Calais). Sie gehört zum Arrondissement Montreuil und zum Kanton Fruges.

## Geographie
Matringhem liegt 32 Kilometer nordöstlich von Montreuil-sur-Mer. Umgeben wird Matringhem von den Nachbargemeinden sind Mencas im Nordwesten, Vincly im Norden, Radinghem im Westen, Beaumetz-lès-Aire im Osten, Senlis im Südwesten sowie Hézecques im Südosten.

## Sandsteinbrüche

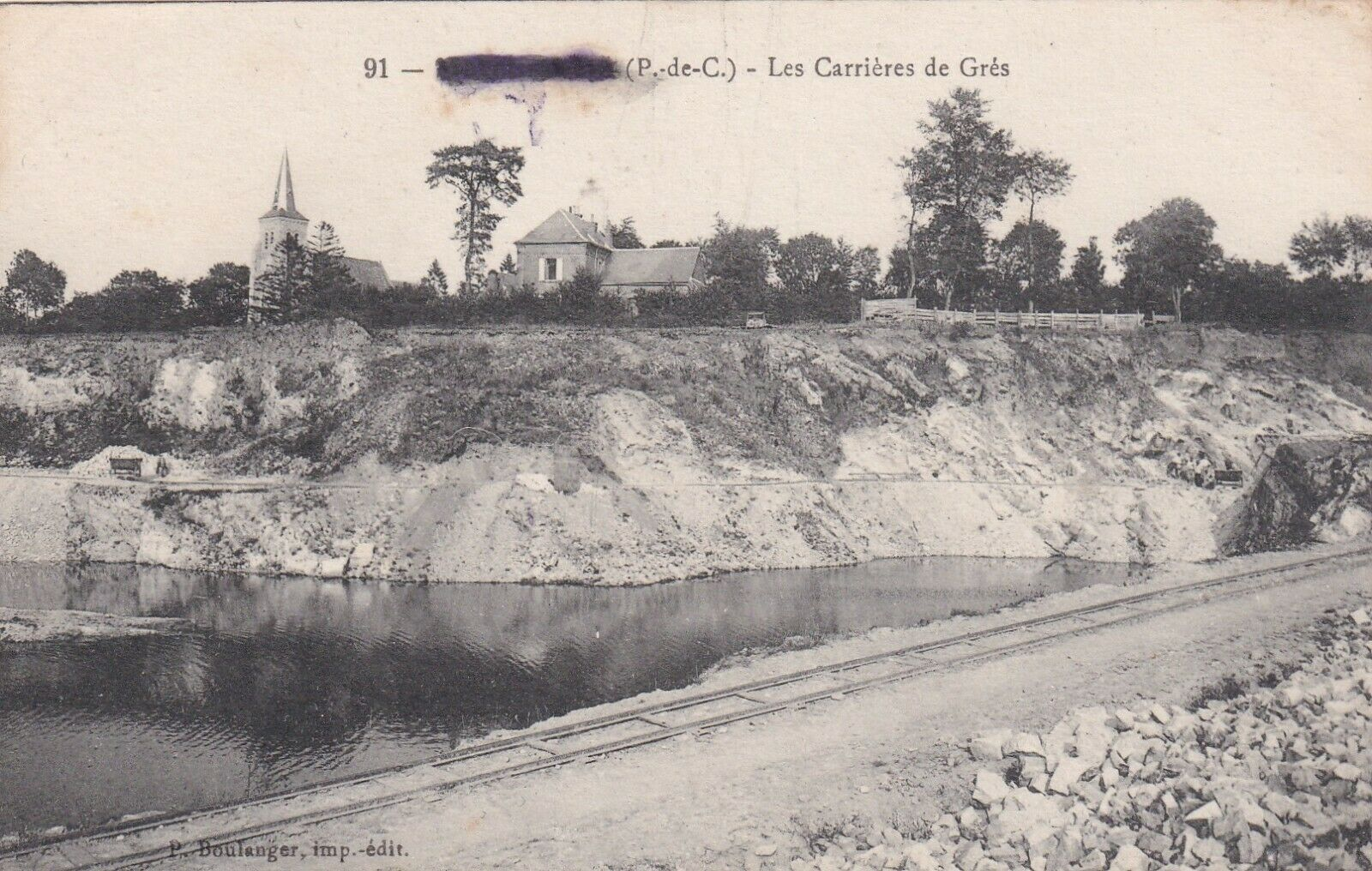
Decauville-Bahn am Sandsteinbruch von Matringhem, 1918

Sandstein, der eine rötliche Farbe hat und sehr hart ist, wird vielen Regionen Frankreichs abgebaut und verwendet. Bei Matringhem wurden bereits 1757 Sandsteine gefunden, die sich nicht nur zum Pflastern, sondern auch als Mühlsteine und Schleifsteine zum Schleifen von Rasiermessern eignen. Dieser Stein lässt sich leicht bearbeiten und konnte zum Pflastern von Höfen, Kellern, Küchen, Rinnen, Treppen und Pfosten zum Bauen verwendet werden. Mit fast 600 000 Tonnen pro Jahr und einem Erweiterungsprojekt kennen die MRV-Steinbrüche (Matringhem, Reclinghem, Vincly), die rund 50 Mitarbeiter beschäftigen, auch im 21. Jahrhundert keine Krise.

## Bevölkerungsentwicklung
| Jahr      | 1962 | 1968 | 1975 | 1982 | 1990 | 1999 | 2007 | 2018 |
| Einwohner | 223  | 210  | 206  | 204  | 192  | 174  | 177  | 180  |

## Sehenswürdigkeiten

Kirche Saint-Omer

- Kirche Saint-Omer